# Ungarische Staatsoper

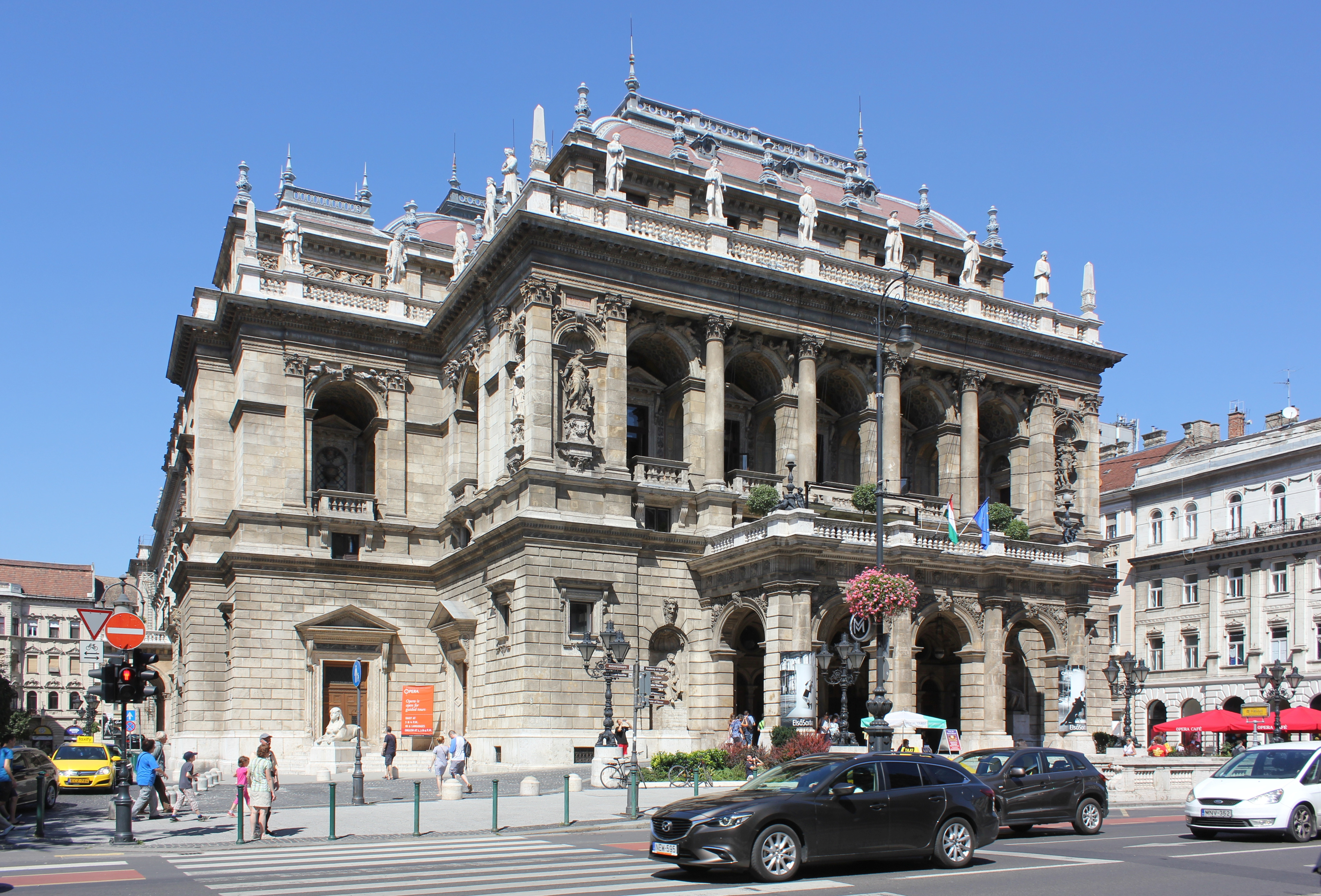
Ungarische Staatsoper

Die Ungarische Staatsoper (ungarisch Magyar Állami Operaház) ist das größte Opernhaus Ungarns. Sie befindet sich an der Andrássy út 22 im VI. Bezirk (Terézváros) der Hauptstadt Budapest. Das prachtvolle Neorenaissance-Gebäude nach Entwürfen von Miklós Ybl wurde 1884 von Franz Joseph I. als Königlich Ungarisches Opernhaus eröffnet.

## Geschichte

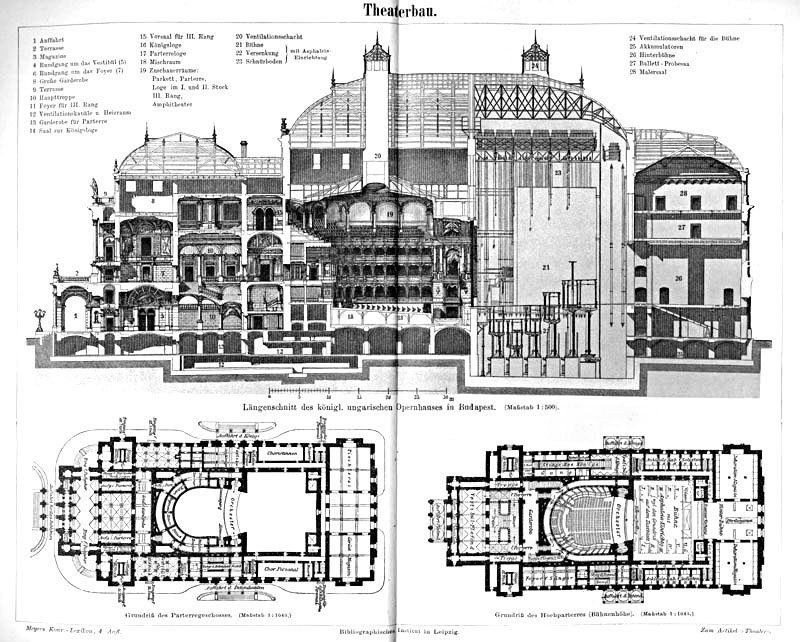
Grundrisse und Längsschnitt (in Meyers Konversations-Lexikon)

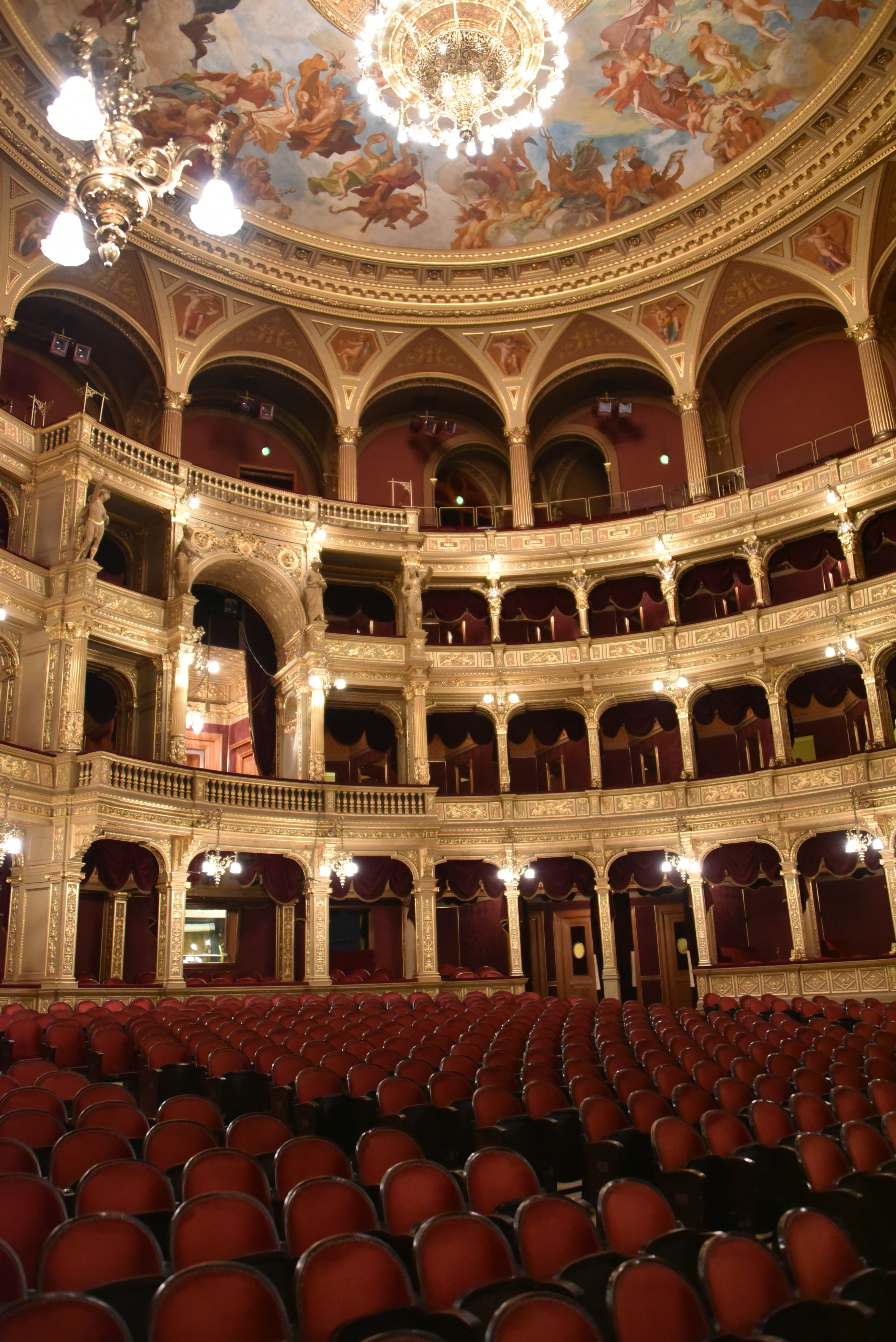
Zuschauersaal

Mit Ausbau der Prachtstraße Andrássy út Ende des 19. Jahrhunderts forderte man in Pest ein eigenständiges Opernhaus. Das Nationaltheater diente damals als Aufführungsort sowohl von Theaterstücken als auch Opern, stieß aber schon an seine Kapazitätsgrenze. Aufgrund dessen gab der ungarische Ministerpräsident Menyhért Lónyay 1872 Planungen für ein Opernhaus in Auftrag. Nachdem Miklós Ybl den Planungswettbewerb für sich gewinnen konnte, wurde das Bauprogramm von Frigyes Podmaniczky ausgearbeitet, der festlegte, dass alle am Bau beteiligten Personen Ungarn sein müssten und die für den Bau verwendeten Materialien aus Ungarn stammen mussten. Ybl erfüllte diese Anforderungen mit fünf Ausnahmen: der für den Bau verwendete Marmor stammte aus Carrara, die Granitsäulen aus Österreich, das Eichen- und Zedernholz aus Italien, die Bühnentechnik aus Wien und der Kronleuchter aus Mainz.
Das Opernhaus wurde zwischen 1875 und 1884 errichtet und von der Stadt Budapest sowie König Franz Joseph I. finanziert, der als Bedingung festlegte, dass es kleiner sein sollte als die Wiener Staatsoper. Das Königlich Ungarische Opernhaus (Magyar Királyi Operaház), wie es damals hieß, wurde am 27. September 1884 feierlich eröffnet. Das Gebäude ist überaus reich geschmückt mit barocken Elementen, mit zahlreichen Ornamenten, Gemälden und Skulpturen. Besonders erwähnenswert sind die Wandgemälde in Treppenaufgängen und dem Zuschauerraum der Oper, welche von Bertalan Székely, Mór Than und Károly Lotz angefertigt wurden. Die Budapester Oper gilt als eines der Meisterwerke von Miklós Ybl und als eines der schönsten Opernhäuser der Welt.
Vor dem Gebäude steht eine Statue von Ferenc Erkel, dem Komponisten der ungarischen Nationalhymne, und von Franz Liszt, beide geschaffen von Alajos Stróbl.
Ferenc Erkel war der erste Direktor der Oper, aber auch der bedeutende österreichische Komponist Gustav Mahler hielt hier von 1888 bis 1891 das Direktorenamt inne. Selbst Puccini hat zweimal persönlich die Premieren seiner Opern hier inszeniert.
Zu den bedeutenden Dirigenten der Staatsoper gehören Otto Klemperer, Sergio Failoni und Lamberto Gardelli. Die Balletttänzerin und spätere Esterházy-Erbin Melinda Ottrubay feierte an der Staatsoper ihre Erfolge als Primaballerina assoluta.
Zweite Spielstätte der Ungarischen Staatsoper ist das Erkel-Theater.

## Sonstiges
Bei der Eröffnung soll Franz Joseph I. gesagt haben, dass das Opernhaus zwar, wie von ihm gefordert, kleiner als die Wiener Staatsoper geworden ist, er habe aber zuvor vergessen anzuordnen, dass es auch nicht schöner werden durfte als das Opernhaus in Wien.
Opera ist auch der Stationsname auf der Linie M1 der Metró Budapest.
Karl Pauker, der Kommandant von Stalins Leibwache, arbeitete Anfang des 20. Jahrhunderts für einige Zeit als Friseur an der Budapester Oper.
Der italienische Horrorfilm-Regisseur Dario Argento nutzte die Oper zum großen Teil für seinen Film Das Phantom der Oper. Die darin enthaltenen Katakombenaufnahmen stammen jedoch nicht daher, sondern wurden – wie dem Abspann des Films zu entnehmen – in den Pertosa Carves im italienischen Salerno gedreht.

## Leitung
Zum künstlerischen Leitungsteam der Oper gehörten folgende Personen u. a.:

### Intendanten
- 1875–1886: Frigyes Podmaniczky
- 1886–1888: István Keglevich
- 1888–1891: Ferenc Beniczky
- 1891–1894: Géza Zichy
- 1894: József Stresser
- 1894–1897: Elek Nopcsa
- 1897–1898: Kálmán Huszár
- 1898–1902: István Keglevich
- 1912–1918: Miklós Bánffy

### Berater des Intendanten
- 1885–1887: Kálmán Jósika
- 1891–1894: Sándor Vecsey
- 1894: Károly Reviczky

### Direktoren
- 1884–1886: Sándor Erkel
- 1888–1891: Gustav Mahler
- 1893–1895: Arthur Nikisch
- 1895–1900: Gyula Káldy
- 1900–1901: Imre Mészáro
- 1901–1907: Rezső Máder
- 1907–1913: Imre Mészáro
- 1913–1917: Aurél Kern
- 1913–1919: Dezső Zádor
- 1919–1920: Emil Ábrányi Jr.
- 1920–1921: István Kerner
- 1921–1925: Rezsó Máder
- 1925–1935: Miklós Radnai
- 1935–1944: László Márkus
- 1944: Miklós Lukács (Juli–Oktober)
- 1944: Zoltán Sámy (Oktober–Dezember)
- 1945: Mihály Székely, Kálmán Nádasdy, Pál Komáromy (Februar–April)
- 1945–1946: Pál Komáromy
- 1946–1956: Aladár Tóth
- 1957–1958: Imre Palló
- 1958–1959: Tibor Faith
- 1959–1966: Kálmán Nádasdy
- 1966–1978: Miklós Lukács
- 1978–1986: András Mihály
- 1986–1990: Emil Petrovics

### Musikdirektoren
- 1884–1893: Ferenc Erkel
- 1886–1900: Sándor Erkel
- 1913–1919: Egisto Tango
- 1917–1929: István Kerner
- 1923–1928: Bernhard Tittel
- 1957–1973: János Ferencsik
- 1978–1984: János Ferencsik